# 쑹화호

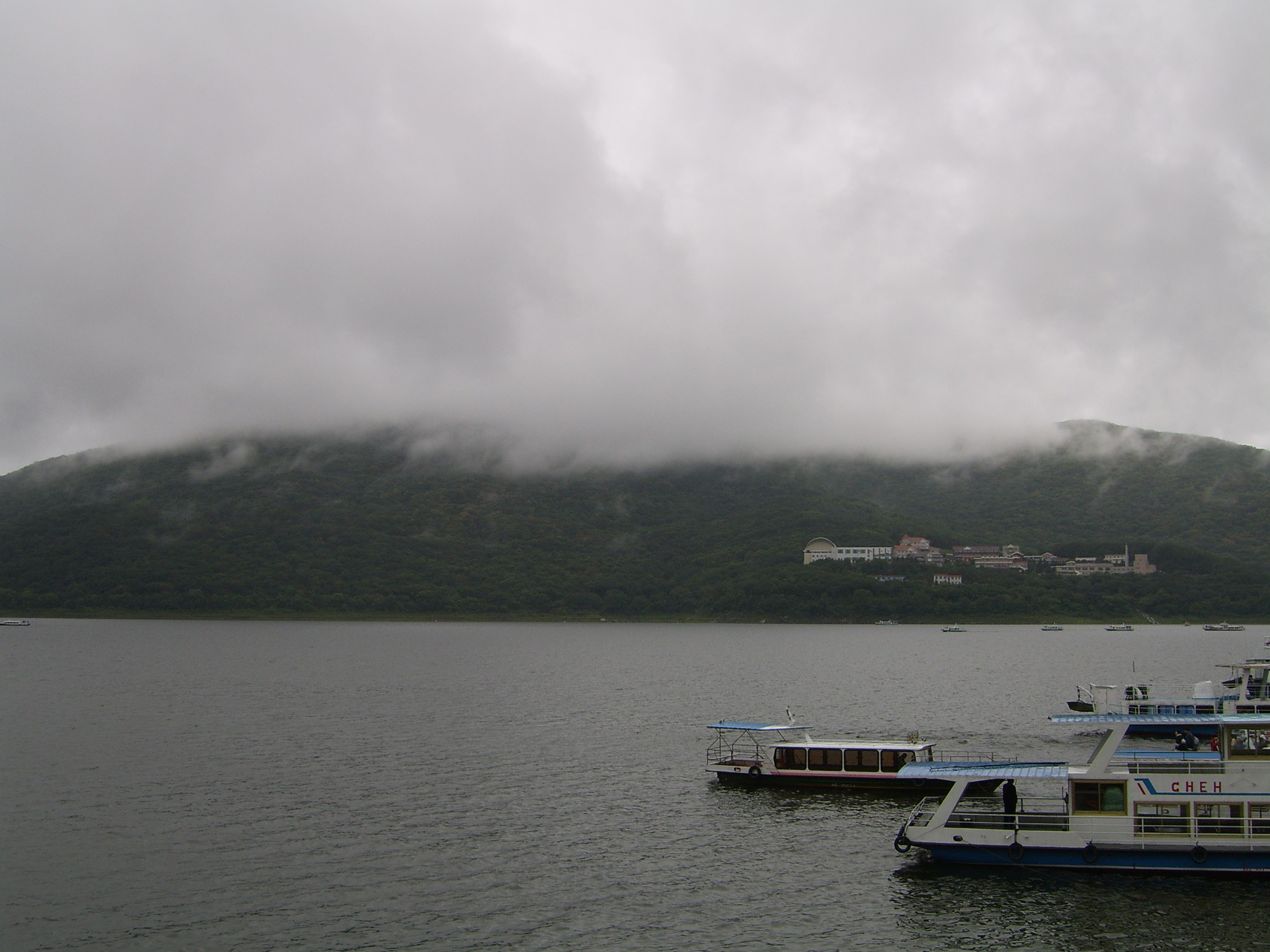
쑹화 호

쑹화 호(松花湖)는 중국 지린성 지린시 교외의 쑹화강 상류에 있는 지린 성 최대의 호수이다. 백두산으로부터 흐르는 제2 쑹화 강을 수원으로 한다. 만주국 시대의 1937년에 착공, 1942년에 완성된 펑만 댐에 의해 쑹화 강의 물을 막아 만든 인공호수이다. 호수의 면적은 550km2, 최대 저수량은 108억 입방미터이다. 호수의 형태는 가늘고 길며 주위가 험준한 산들에 둘러싸인 풍광이 맑고 아름다움인 호수이다. 쑹화 호는 1988년에 중화인민공화국 국무원에 의해서 국가 중점 풍경 명승구로 지정되었다.